# Automolus
Genre
Le genre Automolus comprend huit espèces d'oiseaux appartenant à la famille des Furnariidae.

## Liste d'espèces
D'après la classification de référence (version 14.1, 2024) du Congrès ornithologique international (ordre phylogénique) :
- Automolus rufipileatus – Anabate à couronne rousse
- Automolus melanopezus – Anabate brunâtre
- Automolus cervinigularis – Anabate de Sclater
- Automolus ochrolaemus – Anabate à gorge fauve
- Automolus exsertus – Anabate du Chiriqui
- Automolus subulatus – Anabate forestier
- Automolus virgatus – Anabate occidental
- Automolus infuscatus – Anabate olivâtre
- Automolus paraensis – Anabate du Para
- Automolus lammi – Anabate du Pernambuco
- Automolus leucophthalmus – Anabate aux yeux blancs